# 그린 고블린

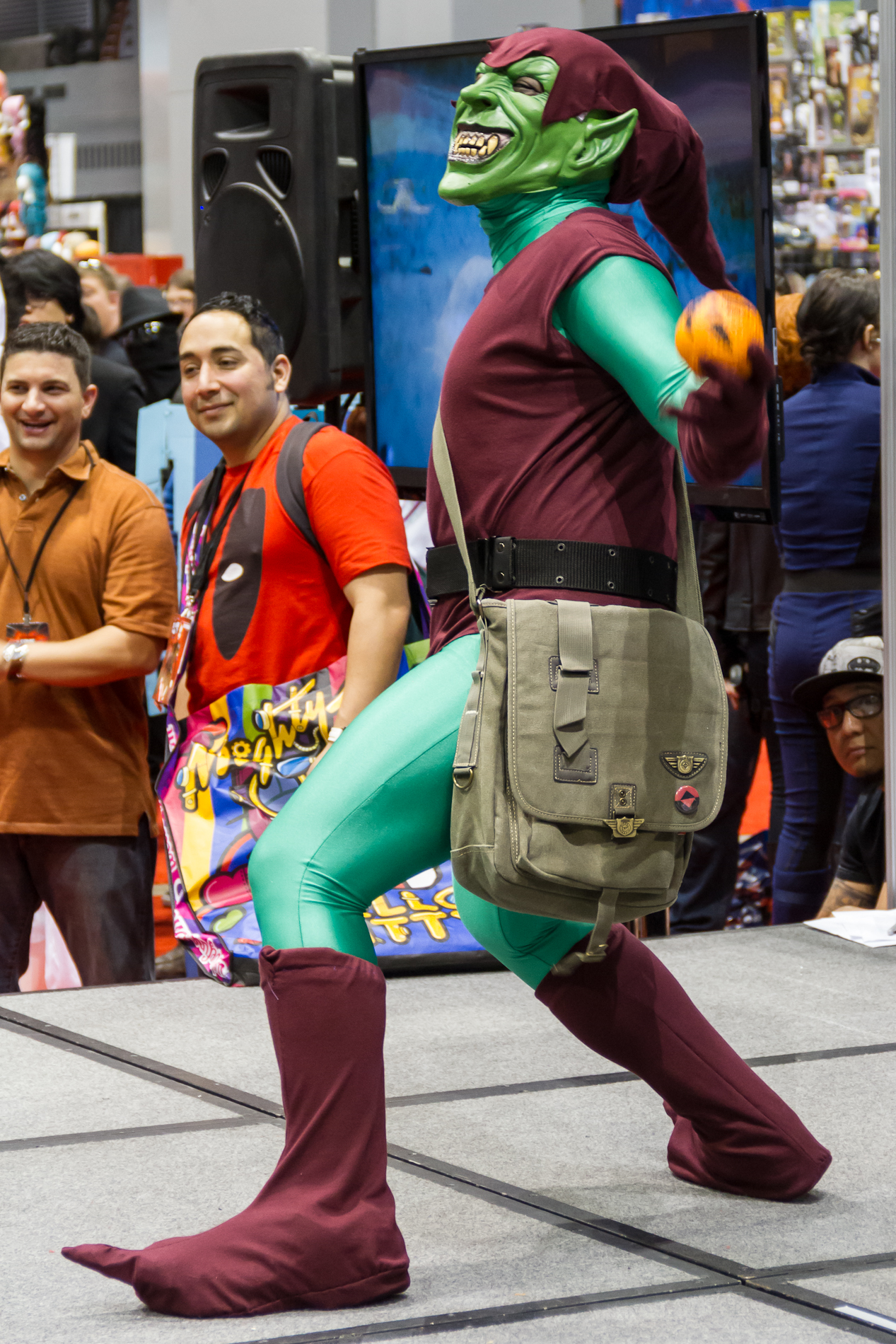

그린 고블린(Green Goblin)은 마블 코믹스 《스파이더맨》의 등장인물이다. 스파이더 맨의 적수로 창조된 가공의 과학자이며, 호박 폭탄을 주무기로 사용하면서 칼날이 달린 호버 보드를 타고 다닌다.보드에 달레있는 폭탄과, 칼을 주로 무기로 사용한다.
틀:마블 코믹스의 등장인물(빌런)